# Chief Pleas
Chief Pleas (fr. Chefs Plaids, sark. Cheurs Pliaids) – powołany w 1579 roku jednoizbowy parlament wyspy Sark. Obecnie składa się z 30 członków- w tym 28 wybieranych w demokratycznych wyborach. Poprzednio (do 9 stycznia 2009) składał się z 52 członków w tym 12 wybieranych w wyborach.
Początkowo składał on się z 40 dzierżawców (członkami tego parlamentu byli do 2009 roku dożywotnio), jednak w 1922 na mocy Prawa Reformującego skład jego poszerzono o 12 przedstawicieli ludności wybieranych w wolnych i tajnych wyborach. Prawo do głosu przyznano wówczas mężczyznom powyżej 20 i kobietom powyżej 30 roku życia. W roku 1951 wprowadzono 3-letnie kadencje dla nie-dzierżawców. Kolejne reformy miały miejsce w 1974 roku kiedy to zrównano prawa wyborcze dla kobiet i mężczyzn. Prawo do zasiadania w Parlamencie (w ławach dzierżawców) uzyskały również kobiety (wcześniej dotyczyło to tylko wdów i niezamężnych córek dzierżawców; w innych wypadkach miejsce kobiety zajmował jej mąż). Prawa do dziedziczenia zostały jednak zrównane dla obu płci dopiero w 1999. W skład Chief Pleas wchodzi również senior (z prawem weta zawieszającego) oraz seneschal (przewodniczący parlamentu, szef władzy wykonawczej oraz główny sędzia wyspy), który wybierany jest przez seniora, a zatwierdzany przez gubernatora Guernsey. W obradach biorą również udział: Prévôt (głowa administracji), Sekretarz oraz Skarbnik. Nie mają oni jednak prawa głosu.
Funkcje wykonawcze w Chief Pleas pełnią:
- Seneschal (przewodniczący Parlamentu oraz szef lokalnego wymiaru sprawiedliwości) oraz jego zastępca
- Prevôt (Sheriff Court) oraz jego zastępca
- Sekretarz (główny urzędnik) oraz jego zastępca
- Skarbnik (odpowiada za finanse wyspy)
- Constable (szef policji) oraz Vingtenier (jego zastępca)

Seneschal, Prevôt, Sekretarz i Skarbnik są powoływani przez Seniora; Constable i Vingtenier wybierani przez Chief Pleas.
Parlament Sarku ma niemal pełną autonomię w sprawach ustawodawczych, a każda ustawa czy decyzja sądownicza dotycząca Guernsey powinna być osobno przegłosowana przez Chief Pleas, aby uzyskać prawomocność na wyspie Sark (tak szeroka autonomia jest często kwestionowana przez władze baliwatu Guernsey). Nie dotyczy to spraw kryminalnych, gdzie decyzje podjęte przez władze baliwatu nie muszą być potwierdzane przez Chief Pleas (i automatycznie wchodzą w życie). W roku 2003 parlament Sarku przegłosował zmiany prawne wprowadzające możliwość rozwodu, aby dostosować się do decyzji Sądu Królewskiego Guernsey.
Chief Pleas zbiera się zwykle 3 razy do roku na posiedzeniach zwyczajnych: w pierwszą środę po 15 stycznia, w pierwszą środę po Wielkanocy oraz w pierwszą środę po dniu Dniu św Michała (po 29 września). Posiedzenia nadzwyczajne są bardzo rzadkie i zwoływane są przez seneschala za zgodą seniora lub w nagłych sytuacjach przez gubernatora. Każde posiedzenie legislatury rozpoczyna wspólna recytacja modlitwy "Ojcze nasz".

## Historia
W związku z konfliktem dotyczącym statusu wyspy Brecqhou (od 1993) oraz naciskami władz brytyjskich planowane były zmiany prawne dotyczące głównie wprowadzenia bardziej demokratycznego składu Parlamentu. Spośród wielu propozycji wybrano jedną – Chief Pleas miał składać się z 30 członków: Seniora, Seneschala, 14 wybranych w wyborach dzierżawców oraz 14 wybranych w wyborach niedzierżawców. Zmiany przegłosowano 8 marca 2006 roku (25 za – 15 przeciw). Jednak w związku z przeprowadzonym wśród ludności sondażem (wysoka jak na wyspę frekwencja 89,5%), który wskazywał na opcje bardziej demokratyczne, Parlament przegłosował w dniu 4 października zmiany wprowadzające 28-osobowy skład izby bez specjalnych miejsc dla dzierżawców. Decyzję jednak anulowano w styczniu 2007 (kontrowersje dotyczące niekonstytucyjności zmian), wprowadzając w kwietniu tego samego roku 30-osobowy skład (16 dzierżawców, 14 niedzierżawców) na lata 2008-2012 oraz referendum po tym okresie. Nowe ustalenia zostały jednak (wraz z ustawodawstwem podatkowym) skrytykowane przez władze europejskie i rząd brytyjski (dostosowanie do Europejskiej Konwencji Praw Człowieka). W dniach 16 stycznia (kiedy wprowadzono zmiany częściowe) i 21 lutego (ostateczne, radykalne zmiany) 2008 roku Chief Pleas zaaprobował 30-osobowy skład, którego 28 członków ma być wybieranych w wyborach powszechnych. 9 kwietnia Tajna Rada Wielkiej Brytanii zaakceptowała reformy. 10 grudnia 2008 roku odbyły się pierwsze wybory (w których zdecydowane zwycięstwo odniosła frakcja zachowawcza, związana z seniorem wyspy), a nowy parlament zebrał  się 21 stycznia 2009 roku.